# Justa Rodrigues
Justa Rodrigues (Portalegre/Beja, c. 1441 – 1514/1524) foi uma religiosa portuguesa.

## Filiação
Alegadamente seria descendente da linhagem de D. Nuno Álvares Pereira, filha de João Pereira e de sua mulher Iria Gonçalves, o que não corresponde, sequer, ao seu patronímico. Segundo o Nobiliário das Famílias de Portugal, seu pai ter-se-ia chamado Francisco Rodrigues Pereira. Manuel José da Costa Felgueiras Gaio refere que seria irmã de Maria Rodrigues Pereira casada com Gonçalo Cardoso de Vasconcelos, Senhor do Morgado da Taipa em Lamego, o que a cronologia desmente.
Segundo Carolina Michaëlis de Vasconcelos, a atribuição do apelido "Rodrigues" seria uma errada interpretação da abreviatura Rz ou Roz, e o verdadeiro nome de família seria Roos, de origem Flamenga.

## Biografia
Na sua mocidade manteve uma relação amorosa com D. Frei João Manuel, frade carmelita e bispo de Ceuta e da Guarda, de quem teve dois filhos, João Manuel e Nuno Manuel, legitimados por Carta Real de 15 de Novembro de 1475, como filhos de D. João, bispo da Guarda, do Conselho, e de Justa Rodrigues, mulher solteira, sendo a legitimação feita a pedido de seus pais.
Sugere-se que, arrependida dos seus erros, Justa Rodrigues renunciou ao amor pelo frade carmelita, adquirindo enorme virtude e compostura moral.
Foi admitida nos paços do Infante D. Fernando de Portugal (filho de D. Duarte e 1.º Duque de Beja e 2.º Duque de Viseu), em Alcochete, com o encargo de ama-de-leite do Infante D. Manuel, futuro rei D. Manuel I.

## Obra

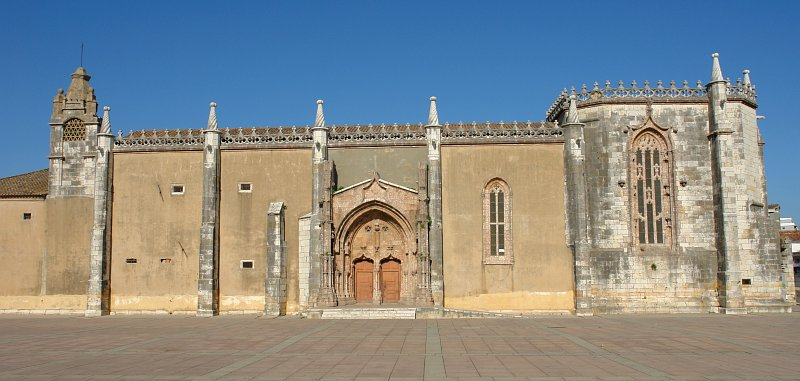
Igreja do Convento de Jesus em Setúbal.

Em 1489, está a residir em Setúbal em casa de familiares. Na sequência de um voto, Justa Rodrigues adquire um terreno extra-muros e, após obter a respectiva bula papal, manda construir nesta cidade o Convento de Jesus, o primeiro edifício de estilo manuelino nas palavras do Prof. José Hermano Saraiva, cuja construção ficou a cargo do arquitecto Diogo Boitaca, para albergar as freiras franciscanas da ordem de Santa Clara.
Justa Rodrigues jaz nos claustros do Convento que fundou e onde professou.